# Françoise Chatelin
Pour les articles homonymes, voir Chatelin et Françoise Laborde.
Françoise Chatelin, née Françoise Laborde le 21 septembre 1941 à Grenoble et morte le 14 mai 2020 à Cornebarrieu, est une mathématicienne française, professeure en mathématiques appliquées à l'université de Toulouse-I et spécialiste d’analyse numérique.

## Biographie
Après des classes préparatoires au lycée Champollion de Grenoble, elle est reçue à l’École normale supérieure de Sèvres en 1960 et obtient l’agrégation de mathématiques en 1963. Elle entre ensuite à l’Institut d'informatique et mathématiques appliquées de Grenoble (IMAG), dans l’équipe d’analyse numérique, pour y préparer une thèse sous la direction de Noël Gastinel. Elle la soutient en 1971, sous le titre Méthodes numériques de calcul des valeurs propres et vecteurs propres d'un opérateur linéaire.
Elle commence immédiatement à diriger des doctorants et doctorantes, une trentaine au cours de sa carrière, tant pour des doctorats universitaires que pour des thèses de docteur-ingénieur,. Son premier doctorant, Yousef Saad, devenu maintenant professeur à l’université du Minnesota, explique ainsi :
« Il y avait à Grenoble une équipe très  forte et active dans la spécialité de l’algèbre numérique linéaire et Françoise a émergé avec force de ce groupe sur la scène internationale ».
D'abord assistante, puis maître-assistante et maîtresse de conférences, elle est aussi invitée à l'université Stanford et fait un premier séjour fructueux dans l'industrie, chez IBM, à San José, en 1974-1975, où elle contribue à la mise au point des imprimantes à jet d'encre,. Elle devient professeure de mathématiques appliquées à l'université de Grenoble II et à l'Institut national polytechnique de Grenoble (INPG) de 1975 à 1985, puis à l'université Paris 9-Dauphine entre 1993 et 1996. Elle est enfin professeure à l'université de Toulouse à partir de 1997. Elle prend sa retraite en tant que professeur émérite en 2015.
Entre 1985 et 1992, détachée de l'enseignement supérieur, elle travaille en milieu industriel. Elle est en particulier responsable du calcul intensif au centre IBM de Paris, puis chez Thomson-CSF (maintenant Thales).

## Travaux
Françoise Chatelin a d'abord travaillé sur les valeurs propres des matrices et plus généralement sur les spectres des opérateurs linéaires dans des espaces de Banach. Elle publie en particulier deux livres de référence sur ces sujets, un en 1983 (traduit en chinois en 1987), puis un autre en 1988 (traduit en anglais et en japonais en 1993). Le premier, « une référence en analyse numérique théorique », est reproduit dans la collection « Classics in Applied Mathematics » de la Society for Industrial and Applied Mathematics (SIAM) en 2011.
Elle s'est ensuite intéressée aux problèmes de précision dans les calculs informatiques, en particulier à l'arithmétique en précision finie, à la propagation des erreurs numériques et arithmétiques et à la validation et à la fiabilité des calculs sur ordinateurs de différentes sortes. Elle a rédigé, en collaboration avec Valérie Frayssé, un autre ouvrage montrant en particulier, à travers beaucoup d'exemples, que « la stabilité et la convergence en arithmétique exacte peut être ruinée dans l'implémentation informatique parce que la précision disponible est finie » ; les autrices y offrent un traitement unifié de l'analyse d'erreurs pour la solution de systèmes linéaires, la recherche de valeurs propres, les racines des polynômes. Les recherches sur ces questions ont des applications dans de nombreux domaines, de l'économie à l'analyse des données.
Chatelin a étudié aussi les algèbres de Dickson et les possibilités qu'elles offrent pour les calculs.

## Sélection de publications
- (en) Françoise Chatelin, Spectral approximation of linear operators, Londres, Academic Press, 1983, 458 p.

- Françoise Chatelin, Valeurs propres de matrices, Paris, Masson, 1988, 223 p.

- *(en) Françoise Chatelin et Valérie Frayssé, Lectures on finite precision computations, Philadelphie, SIAM, 1996, 235 p.

## Hommages
- Prix IBM de la « Meilleure publication scientifique et technique 1988 ».
- Un colloque international a eu lieu à Toulouse en son honneur[3].